# Dominic Baumann
Pour les articles homonymes, voir Baumann.
Dominic Baumann, né le 24 avril 1995 à Wermsdorf, est un footballeur allemand.

## Biographie
Dans son enfance, Baumann joue pour le FSV Blau-Weiß Wermsdorf et le FC Sachsen Leipzig avant de rejoindre le SG Dynamo Dresde en 2007. Il sert dans les équipes de jeunes jusqu'à la saison 2013-2014. Lors de cette saison, Baumann marque 16 buts et est le sixième meilleur buteur du championnat d'Allemagne de football des moins de 19 ans. Pour la saison 2014-2015, il est accepté dans l'équipe professionnelle de Dresde. Il devient immédiatement un joueur régulier de la troisième division. En août 2014, le Dynamo rejette le transfert de Baumann au 1. FC Nuremberg.
Près d'un an plus tard, début juin 2015, Martin Bader, directeur sportif du 1. FC Nuremberg, confirme le transfert gratuit du milieu pour la saison 2015-2016. Il joue initialement pour l'équipe réserve en Regionalliga Bayern. À la fin de la saison de 2. Bundesliga, il fait quatre apparitions dans l'équipe première.
Il rejoint le FC Würzburger Kickers pour la saison de troisième division 2017-2018 et signe un contrat jusqu'en 2019. Il y devient immédiatement un joueur régulier et lors de sa première saison avec les Würzburger Kickers, il dispute 35 matches de troisième division au cours desquels il marque dix buts.
En janvier 2019, Baumann prolonge son contrat à Wurtzbourg jusqu'en 2021. Lors de la saison 2019-2020 de troisième division, au cours de laquelle Baumann marque quatre buts en 26 matchs, Wurtzbourg obtient en finissant deuxième une promotion en 2. Bundesliga. Au cours de la saison de deuxième division 2020-2021, Baumann joue une trentaine de matchs et marque deux buts, cependant Wurtzbourg est décroché, finit dernier, à six points de l'avant-dernier, et est relégué en 3. Bundesliga. Baumann n'avait pas prolongé son contrat.
Il rejoint alors le FSV Zwickau, autre équipe du championnat de troisième division 2021-2022, avec un contrat de deux ans. En septembre 2021, il est absent cinq matches de championnat en raison d'une fibre musculaire déchirée. À l'été 2023, après la relégation de son équipe, il rejoint une autre équipe de ce championnat, le Hallescher FC.